# Единый интегрированный оперативный план

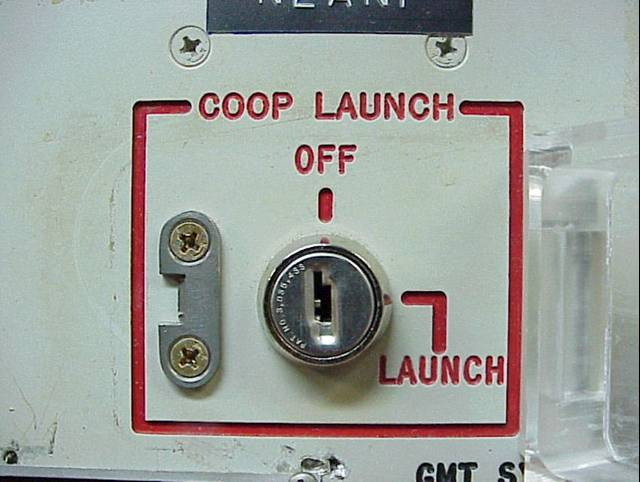
Пусковой переключатель LGM-30G в положении «выключено».

Единый интегрированный оперативный план (англ. Single Integrated Operational Plan, SIOP), в США — комплекс оперативных документов, составляющих подробный регламент боевого применения ядерного оружия. SIOP являлся особо секретным документом.
Документ обновляется ежегодно, и каждая его новая «редакция» обзаводится соответствующим году цифровым индексом. С 2003 года официально используется обозначение CONPLAN (от Contingency Plan — «план действий при чрезвычайных обстоятельствах»).

## Порядок составления
Составление SIOP/CONPLAN — очень длительный и сложный процесс. SIOP формируется на базе общих принципов ядерной стратегии, формулируемых президентом США. На основе этих принципов в Министерстве обороны составляются «Основные принципы применения ядерного оружия» (Nuclear Weapons Employment Policy — NUWEP), в которых, в числе прочего, уже содержится список главных целей и основные оперативные ограничения. Далее документ передается в ОКНШ, где ещё более конкретизируется и преобразовывается в «Объединённый план использования стратегических сил и средств» (Joint Strategic Capabilities Plan — JSCP). В соответствии с JSCP происходит развёртывание элементов ядерной триады, в системы наведения вводятся конкретные координаты целей и так далее. В итоге, Стратегическое командование Вооружённых сил США, в ведении которого находится американское ядерное оружие, выпускает «Единый интегрированный оперативный план» его применения. При радикальных изменениях вся процедура может занимать до полутора лет.
В документах SIOP, датированных 1964 годом, рассматриваются вопросы применения ядерного оружия. В них, в частности, говорится о необходимости уничтожения 70% промышленного потенциала СССР. А список потенциальных целей американских атомных бомбардировок на 1959 год содержит 179 целей в Москве, 145 в Ленинграде и 91 в Восточном Берлине. 

## Порядок исполнения
В США на всех уровнях работы с ядерным оружием применяется так называемое «правило двух». Политическое решение принимается президентом и министром обороны совместно, далее приказ передаётся начальнику ОКНШ. В свою очередь начальник ОКНШ совместно со старшим дежурным офицером приказывает дежурному в Центре управления вооружённых сил США передать всем боевым расчётам т. н. «сообщение о действиях в чрезвычайной обстановке» (Emergency Action Message), иными словами — приказ о начале пусковых операций. На случай уничтожения Центра управления первым ударом, подобные полномочия возложены ещё на 3 инстанции.
Emergency Action Message включает в себя коды отключения предохранительных устройств ядерных боеприпасов и коды запуска. После их введения расчёт может приступать непосредственно к процедуре пуска: командир расчёта и его заместитель должны одновременно взвести ключи на своих пусковых пультах, расположенных на таком расстоянии, что один человек это сделать не в состоянии.

## Список планов
В 2001 году Sandia опубликовала список американских планов ядерной войны:
| Годы      | Президент        | Министр обороны           | Национальный военный план |
| --------- | ---------------- | ------------------------- | ------------------------- |
| 1945      | Гарри Трумэн     | Генри Стимсон             | Totality                  |
| 1946      | Гарри Трумэн     | Роберт Паттерсон          | Пинчер (Pincher)          |
| 1947      | Гарри Трумэн     | Джеймс Форрестол          | Broiler; CHARIOTEER       |
| 1948      | Гарри Трумэн     | Джеймс Форрестол          | HALFMOON / FLEETWOOD      |
| 1949      | Гарри Трумэн     | Луис Артур Джонсон        | Trojan; Offtackle         |
| 1950      | Гарри Трумэн     | Джордж Маршалл            | SHAKEDOWN; EWP 1-50       |
| 1951—1952 | Гарри Трумэн     | Роберт Ловетт             | EWP 1-51                  |
| 1953      | Дуайт Эйзенхауэр | Чарлз Уилсон              | EWP 1-53                  |
| 1954      | Дуайт Эйзенхауэр | Чарлз Уилсон              | 50-54                     |
| 1955—1956 | Дуайт Эйзенхауэр | Чарлз Уилсон              | BWP 1-55                  |
| 1957—1959 | Дуайт Эйзенхауэр | Нил Макэлрой, Томас Гейтс | BWP 1-58                  |
| 1960      | Дуайт Эйзенхауэр | Томас Гейтс               | BWP 1-60                  |
| 1961      | Джон Кеннеди     | Роберт Макнамара          | SIOP 62                   |
| 1961      | Джон Кеннеди     | Роберт Макнамара          | SIOP 62                   |
| 1961      | Джон Кеннеди     | Роберт Макнамара          | SIOP 62                   |
| 1962—1963 | Джон Кеннеди     | Роберт Макнамара          | SIOP 63                   |
| 1964—1965 | Линдон Джонсон   | Роберт Макнамара          | SIOP 64                   |
| 1966      | Линдон Джонсон   | Роберт Макнамара          | SIOP 4                    |
| 1967      | Линдон Джонсон   | Роберт Макнамара          | SIOP 4A                   |
| 1968      | Линдон Джонсон   | Кларк Клиффорд            | SIOP 4C                   |
| 1969      | Ричард Никсон    | Мелвин Лэйрд              | SIOP 4E/4F                |
| 1970      | Ричард Никсон    | Мелвин Лэйрд              | SIOP 4G/4H                |
| 1971      | Ричард Никсон    | Мелвин Лэйрд              | SIOP 4I/4J                |
| 1972      | Ричард Никсон    | Мелвин Лэйрд              | SIOP 4K/4L                |
| 1973      | Ричард Никсон    | Элиот Ричардсон           | SIOP 4M/4N                |
| 1974      | Джеральд Форд    | Джеймс Шлезингер          | SIOP 4O/Ox                |
| 1975      | Джеральд Форд    | Джеймс Шлезингер          | SIOP 4P                   |
| 1976      | Джеральд Форд    | Дональд Рамсфелд          | SIOP 5/5A                 |
| 1977      | Джимми Картер    | Гарольд Браун             | SIOP 5B                   |